# Oncocnemis augustus
Oncocnemis augustus är en fjärilsart som beskrevs av Harvey 1875. Oncocnemis augustus ingår i släktet Oncocnemis och familjen nattflyn. Inga underarter finns listade i Catalogue of Life.